# Michael Kunze (Maler)

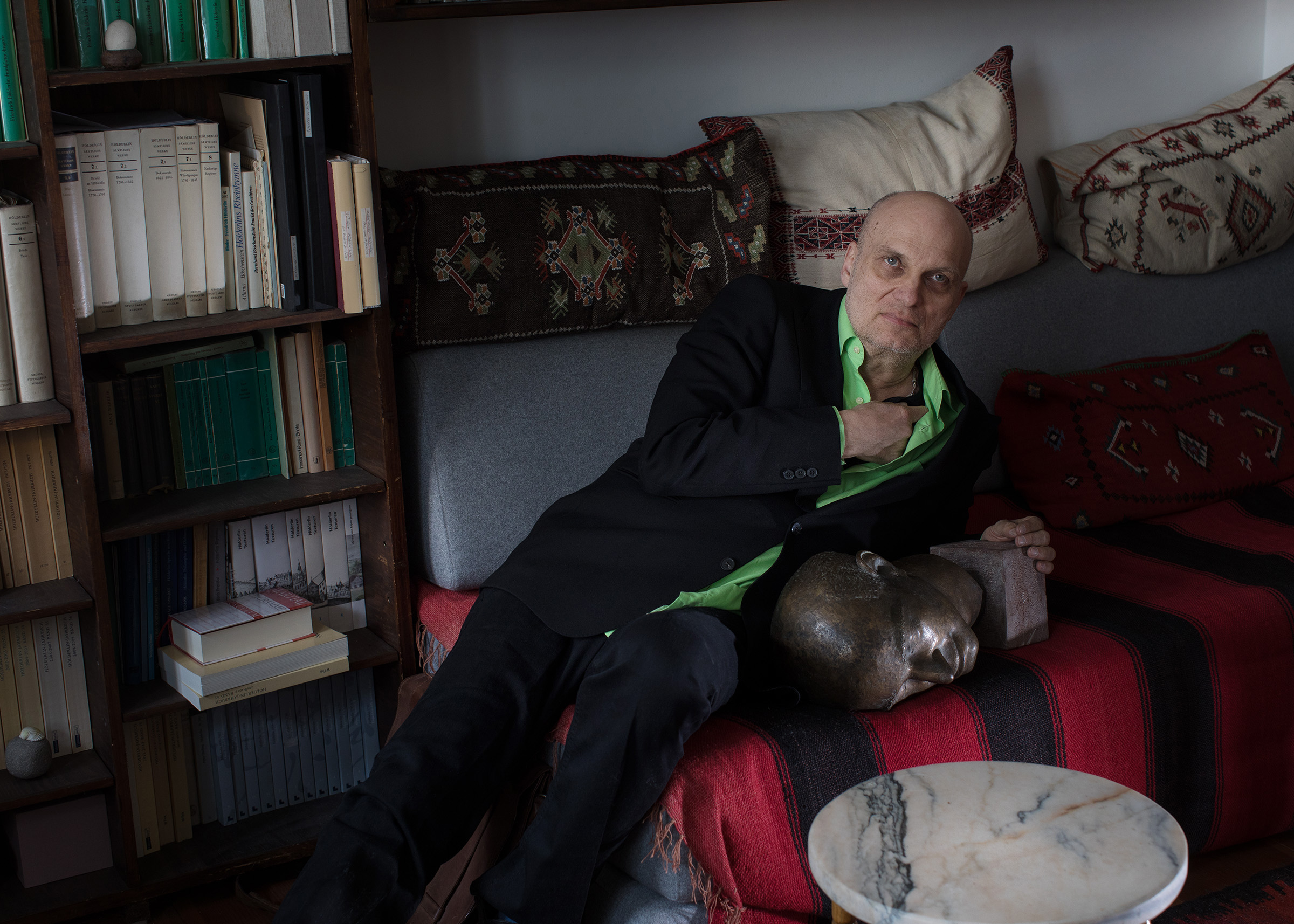
Michael Kunze fotografiert von Oliver Mark, Berlin 2023

Michael Kunze (* 1961 in München) ist ein deutscher Künstler.

## Leben und Werk
Michael Kunze, Sohn der Archäologin Erika Kunze-Götte und des Musikwissenschaftlers Stefan Kunze, studierte zwischen 1985 und 1991 an der Akademie der Bildenden Künste München. Er lebt in Berlin.
Zu seinen ersten Gruppenausstellungen gehören der 2. RischArt Preis „Bilder im Vorbeifahren“ (1. Oktober bis 31. Oktober 1985), bei dem die beteiligten Künstler Plakatwände im Bahnhof München Marienplatz gestalteten, sowie der 3. RichArt Preis „Kunst im öffentlichen Raum“ (11. Juni bis 24. Juli 1988), ebenfalls in München.
In den Einzelausstellungen „Les Messieurs d’Avignon“ (2006, Schuermann, Berlin, in Teilen) sowie vom 3. Februar bis 18. März 2007 im ZKM Karlsruhe im Gesamt von mehr als 60 Bildern zeigte Kunze Kunstschaffende und Philosophen, darunter Ingmar Bergman, Michel Houellebecq, Friedrich Nietzsche und Roman Polański. Der Titel der Ausstellung bezieht sich auf Les Demoiselles d’Avignon (1907) von Pablo Picasso.
Michael Kunze folgt mit seiner Arbeit einer „Schattenlinie“ der Moderne. Nach seiner Darstellung trennten sich zum Ende des 19. Jhdts. zwei diametral entgegengesetzte Auffassungsweisen voneinander: Die eine begann etwa mit Paul Cézanne, setzte sich im Kubismus und dem hierauf folgenden Avantgardereigen fort und suggeriert bis hin zur Minimal und Concept Art der 1970er Jahre eine scheinbar historisch folgerichtige, linear verständliche und „fortschrittliche“ Moderne. Diese von Kunze so genannte „amtliche“ Moderne wird bis heute nach Schulbuch als die einzig gültige Erzählung gelehrt, die ein Zeitalter voller Spannungen und Umbrüche von sich selbst entworfen hat. Im Gegensatz hierzu begann Kunzes „Schattenlinie“ etwa mit Cezannes antipodischem Zeitgenossen Arnold Böcklin, setzte sich fort mit der Pittura Metafisica eines Giorgio de Chirico, dann mit verschiedenen Spielarten des Surrealismus, und kam dann in der 2. Hälfte des 20. Jhdts. vor allem im europäischen Film der 1960er und 1970er Jahre zu einer nochmaligen Blüte (Bunuel, Antonioni, Pier Paolo Pasolini, Ingmar Bergman, Werner Herzog, Tarkowski, Fellini etc. – und heute wieder Lars von Trier). Auf dieser untergründig wirkenden und weniger griffigen Seite der Moderne herrscht ein labyrinthischer, geschichtsverwobener, teilweise zum Düsteren, Komplizierten und politisch Unkorrekten neigender Kontext, der keine verlässliche Moral und keine Lösung der Geschichte anbietet, – und der vor allem fern von popkulturellen Harmonisierungsbestrebungen bleibt. 
Die vielen fast vergessenen Bezüge, die auf dieser nietzscheanisch inspirierten Schattenseite der Moderne wirken, werfen auf die ausgetrampelten Mainstreampfade ein ungewohntes Licht, das manche Selbstverständlichkeiten einer allzu orthodox gewordenen Geschichts- und Gegenwartsinterpretation in Frage stellt. Kunze versucht diesem gezielt anachronistischen Erzählstrang in texthaltigen und doppelbödigen Bildkonstruktionen nachzugehen. Insbesondere seit seiner Ausstellung „Les Messieurs d’Avignon“, ZKM Karlsruhe 2007, arbeitet er an der Genealogie einer vermeintlich antimodernen Moderne, unter Einbeziehung zahlreicher Zitate aus historischem Material. Hier stehen Transformationen fotografischer Porträts von Gabriele D’Annunzio bis Michel Houellebecq neben der malerischen Umdeutung historischer Konstellationen (z. B. das „Spiegel-Interview“ zwischen Martin Heidegger und Rudolf Augstein) und Filmstills aus der genannten Epoche des eurokontinentalen Films.
Die Motivrecherchen Kunzes werden zudem begleitet von einer theoretischen Auseinandersetzung mit idealistischen und kulturkritischen Fragestellungen. Die hierzu entstehenden Texte, die allesamt zu einer komprimierten und hermetischen Ausdrucksweise neigen, erscheinen teilweise eingestreut in seinen Katalogen, sind aber zum Großteil noch nicht veröffentlicht. – Parallel zur Malerei ist Michael Kunze seit Jahren mit einer fotografischen Arbeit beschäftigt, die ausschließlich in Griechenland entsteht und den bestimmten Typus einer ruinenhaften verlassenen Örtlichkeit abbildet. Die meist in schwarz-weiß gehaltenen Fotografien verbinden idealisierende mit archäologisch-dokumentierenden Aspekten, bei gleichzeitiger Distanzierung von Postkarte und wissenschaftlicher Aufnahme. Anfang und Ende Europas schmelzen in einem surreal scharfen, tiefschattigen Licht zu einer absurd konfigurierten Szenerie zusammen, in der die Fülle einer Erzählung oft in die Leere einer unmöglichen Geschichte umschlägt.
Kunze lebt und arbeitet in Berlin.

## Ausstellungen
Einzelausstellungen
- 1989: „Nachdem“, Dany Keller, München
- 1990: „Eine Welt“ (mit Nina Hoffmann), Kunstverein München
- 1990: „Morgen“, Forum Kunst Rottweil
- 1991: „Bleibe und Ansatz“, Galerie Dany Keller, München
- 1991: Galerie Ursula Walbröl, Düsseldorf
- 1992: „Palinodie/Syntax“, Galerie Seiqueir, Madrid
- 1993: „Spiegel/Kern“, Galerie Thomas Rehbein, Köln
- 1994: The Corridor, Reykjavík
- 1998: Goethe-Institut, Rotterdam
- 1998: Goethe Institut (mit Nikolaus List), Brüssel
- 2007: „Les Messieurs d’Avignon“, Museum für Neue Kunst, ZKM Karlsruhe, Karlsruhe
- 2007: „Was ist Metaphysik“, COMA Center for Opinions in Music and Art, Berlin
- 2009: „Nach Tsalal“, COMA Center for Opinions in Music and Art, Berlin
- 2010: „Tick“, Contemporary Fine Arts, Berlin
- 2011: „Ruperts Worte, Davids Stimme“, Galerie Fons Welters, Amsterdam, NL
- 2012: „Schwarzorange“, Contemporary Fine Arts, Berlin
- 2012: „Studien zur Entstehung einer Ungeduld“, Galerie Nicolas Krupp, Basel
- 2013: Halkyonische Tage, Kunsthalle Düsseldorf

Gruppenausstellungen
- 1985: „Bilder im Vorbeifahren“, 2. RichArt Preis, München
- 1987: „Zwischenbericht“, Kunsthalle Nürnberg / BBK München
- 1988: „Kunst im öffentlichen Raum“, 3. RichArt Preis, München
- 1993: „PROSPECT '93“, Frankfurter Kunstverein / Kunsthalle Schirn, Frankfurt
- 2003: K 21, Sammlung Schürmann, Düsseldorf
- 2005: „Trouble with Fantasy“, Kunsthalle Nürnberg, Nürnberg
- 2008: „Vertrautes Terrain“, Museum für Neue Kunst, ZKM Karlsruhe, Karlsruhe
- 2008: „In Silent Conversation with Ingmar Bergman“, Kunstmuseum Thun, Thun, CH
- 2010: „Neugierig? Kunst des 21. Jahrhunderts aus privaten Sammlungen“, Kunst- und Ausstellungshalle der Bundesrepublik Deutschland, Bonn
- 2012:  „BERLIN TUT GUT“, 16TH LINE, Rostov on Don, RU
- 2012: „Kalte Rinden – Seltene Erden, Die Landschaft in der Gegenwartkunst“, Stadtgalerie, Kiel; Märkisches Museum, Witten; Städtische Galerie, Bietigheim -  Bissingen
- 2013: "BubeDameKönigAss. Martin Eder, Michael Kunze, Anselm Reyle, Thomas Scheibitz", Neue Nationalgalerie, Berlin

## Auszeichnungen
- 2018:  Hans Platschek Preis für Kunst und Schrift der Hans Platschek Stiftung.[5]